# Markus Roth
Markus Roth, född 1972, är en tysk historiker. Han har specialiserat sig på Förintelsen.